# Campionat d'Espanya d'Aficionats
El Campionat d'Espanya d'Aficionats, també anomenat Campionat d'Espanya Amateur, fou una competició futbolística espanyola disputada entre clubs no professionals, campions dels campionats regionals amateurs respectius. Fou organitzat per la Federació Espanyola de Futbol i es disputà entre 1930 i 1987.

## Història
Durant els anys 1910 i 1920 s'havia disputat de forma intermitent el campionat d'Espanya de segona categoria, entre els clubs de segon nivell dels campionats regionals, competició que pot ser considerada com a predecessora.
A finals dels anys 1920 s'oficialitzà el professionalisme en el futbol espanyol i la Federació Espanyola decidí crear el Campionat d'Espanya d'Aficionats amb l'objectiu de promoure el futbol entre els futbolistes no professionals. La competició evolucionà amb el pas dels anys i el 1981 adoptà el nom de Campionat Nacional Amateur sots 23, permetent la participació a jugadors menors de 23 anys.
Fins 1972 la final es disputava a partit únic en un terreny neutral. Des d'aleshores es disputà en finals d'anada i tornada. La manca d'interès provocà la seva desaparició el 1987. Una competició similar, la Copa Federació de futbol, fou creada als anys 1990 per a clubs amateurs que no participen a la Copa del Rei.

## Historial
Font:
| Temp.   | Campió                            | Finalista                         | Resultat                          | Seu                               |
| ------- | --------------------------------- | --------------------------------- | --------------------------------- | --------------------------------- |
| 1930    | Club Gijón                        | Hèrcules CF d'Alacant             | 3-2                               | Barcelona                         |
| 1931    | Club Ciosvin de Vigo              | CD Huesca                         | 4-1                               | Madrid                            |
| 1932    | Imperio FC                        | SD Erandio Club                   | 3-0                               | Madrid                            |
| 1933    | SD Erandio Club                   | Sevilla FC Amateur                | 1-0                               | Barcelona                         |
| 1934    | Real Unión de Irún                | CE Olímpic de Xàtiva              | 2-1                               | Barcelona                         |
| 1935    | Sevilla FC Amateur                | Club Ciosvin de Vigo              | 6-1                               | Madrid                            |
| 1936    | Sevilla FC Amateur                | Reial Saragossa                   | 3-1                               | València                          |
| 1937-39 | No es disputà per la Guerra Civil | No es disputà per la Guerra Civil | No es disputà per la Guerra Civil | No es disputà per la Guerra Civil |
| 1940    | Stadium Club Avilesino            | Sevilla FC Amateur                | 3-3 / 4-2                         | Saragossa / Madrid                |
| 1941    | Reial Saragossa                   | CE Alcoià                         | 2-0                               | València                          |
| 1942    | València CF Amateur               | SD Indautxu                       | 3-1                               | Madrid                            |
| 1943    | Club Langreano                    | Sevilla FC Amateur                | 3-1                               | Madrid                            |
| 1944    | Barreda Balompié                  | FC Barcelona Amateur              | 3-1                               | Barcelona                         |
| 1945    | SD Indautxu                       | FC Barcelona Amateur              | 3-0                               | Bilbao                            |
| 1946    | AD Ferroviaria                    | CD Mestalla                       | 3-2                               | Madrid                            |
| 1947    | AD Ferroviaria                    | SD Indautxu                       | 2-0                               | Madrid                            |
| 1948    | CE Alcoià                         | SD Indautxu                       | 4-0                               | Madrid                            |
| 1949    | FC Barcelona Amateur              | SD Indautxu                       | 3-2                               | Barcelona                         |
| 1950    | CD Cuatro Caminos                 | CD Getxo                          | 2-2 / 5-3                         | Madrid                            |
| 1951    | CD Baskonia                       | AR Chamberí de Madrid             | 1-0                               | Madrid                            |
| 1952    | FC Barcelona Amateur              | Marín CF                          | 4-1                               | Madrid                            |
| 1953    | SD Eibar                          | AD Rayo Vallecano                 | 7-1                               | Saragossa                         |
| 1954    | SR Boetticher de Villaverde       | CE Borriana                       | 2-0                               | Saragossa                         |
| 1955    | Agromán CF de Madrid              | SD Arenas de Saragossa            | 3-2                               | Madrid                            |
| 1956    | SD Eibar                          | Sevilla FC Amateur                | 3-0                               | Madrid                            |
| 1957    | CD Galdakao                       | UD Salamanca                      | 4-1                               | Bilbao                            |
| 1958    | UD Salamanca                      | CD Azkoyen                        | 5-2                               | Madrid                            |
| 1959    | UD Salamanca                      | Zeltia Deportivo Porriño          | 4-0                               | Madrid                            |
| 1960    | Real Madrid Aficionados           | Peñarroya-Pueblonuevo CF          | 4-2                               | Madrid                            |
| 1961    | FC Barcelona Amateur              | Tomelloso CF                      | 3-2                               | València                          |
| 1962    | Real Madrid Aficionados           | FC Barcelona Amateur              | 2-1                               | Saragossa                         |
| 1963    | Real Madrid Aficionados           | FC Barcelona Amateur              | 1-0                               | València                          |
| 1964    | Real Madrid Aficionados           | Club Atlético Osasuna B           | 2-1                               | Saragossa                         |
| 1965    | Real Madrid Aficionados           | FC Barcelona Amateur              | 4-3                               | València                          |
| 1966    | Real Madrid Aficionados           | FC Barcelona Amateur              | 4-3                               | Alacant                           |
| 1967    | Real Madrid Aficionados           | FC Barcelona Amateur              | 2-1                               | Saragossa                         |
| 1968    | Bilbao Athletic                   | FC Barcelona Amateur              | 4-1                               | Saragossa                         |
| 1969    | CD Cuatro Caminos                 | Cultural Leonesa                  | 5-2                               | Valladolid                        |
| 1970    | Real Madrid Aficionados           | UD San Antonio de Las Palmas      | 5-0                               | Alacant                           |
| 1971    | FC Barcelona Amateur              | CD Getxo                          | 3-1                               | Castelló de la Plana              |
| 1972    | UD Aretxabaleta                   | Imperial CF de Múrcia             | 2-1 / 2-2                         |                                   |
| 1973    | Anaitasuna FT                     | CP Cacereño                       | 4-1                               | Sant Sebastià                     |
| 1974    | SD Huesca                         | CD Aragón                         | 0-0 / 3-0                         |                                   |
| 1975    | Albacete Balompié                 | AP Almansa                        | 5-0 / 0-1                         |                                   |
| 1976    | CF Reus Deportiu                  | Real Betis Amateur                | 0-0 / 5-0                         |                                   |
| 1977    | Toscal CF de Tenerife             | AP Almansa                        | 4-2 / 1-2                         |                                   |
| 1978    | Cartagena FC                      | AP Almansa                        | 2-0 / 1-3                         |                                   |
| 1979    | UE Puçol                          | UE Carcaixent                     | 4-1 / 1-1                         |                                   |
| 1980    | FC Barcelona Amateur              | Real Madrid Aficionados           | 4-0 / 1-0                         |                                   |
| 1981    | Real Zaragoza Amateur             | RCD Espanyol Amateur              | 2-0 / 1-2                         |                                   |
| 1982    | FC Barcelona Amateur              | Mazarrón CF                       | 2-0 / 3-0                         |                                   |
| 1983    | Real Zaragoza Amateur             | CE Castelló Amateur               | 6-1 / 2-2                         |                                   |
| 1984    | Real Zaragoza Amateur             | Terrassa FC                       | 1-0 / 2-1                         |                                   |
| 1985    | CD Naval de Cartagena             | Real Oviedo Amateur               | 1-3 / 4-1                         |                                   |
| 1986    | CE Castelló Amateur               | Getafe CF                         | 10-0 / 2-2                        |                                   |
| 1987    | Real Unión de Irún                | CD Trintxerpe                     | 0-1 / 1-2                         |                                   |